# Henri Eberhardt
Henri Eberhardt (n. 27 noiembrie 1913, Riedisheim, Alsacia-Lorena, Franța – d. 4 iulie 1976, Beaune, Bourgogne, Franța) a fost un caiacist ce a reprezentat Franța, medaliat olimpic. A participat la 2 ediții ale Jocurilor Olimpice (1936, 1948) în care a câștigat o medalie de bronz.